# Sonate pour deux flûtes
La Sonate pour deux flûtes, op. 75, est une œuvre de Charles Koechlin composée entre 1918 et 1920.

## Présentation
La Sonate pour deux flûtes est composée entre juillet 1918 et mars 1920. L'œuvre consiste en une courte sonate, « délicieusement raffinée », en trois mouvements, destinée à deux flûtes. La partition est publiée par Senart en 1922 (rééditée par Salabert).
La Sonate, dédiée à Louis Fleury, est créée par le dédicataire et Albert Manouvrier le 7 janvier 1922 à Paris, salle des Agriculteurs, lors d'un concert de la Société moderne d'instruments à vent.
Pour Michel Dimitri Calvocoressi, c'est une œuvre « délicieuse [dans laquelle] Koechlin suit des lignes pures, sans ajouter de couleur, à l'exception de celles que fournissent les divers registres des instruments. Cette sonate illustre bien les éléments archaïques qui font partie de son style ».

## Structure
La Sonate pour deux flûtes, d'une durée moyenne d'exécution de huit minutes environ, comprend trois courts mouvements :
1. Assez lent, mouvement sobre[2], à la « polyphonie dépouillée d'ornements[3] » ;
2. Allegretto scherzando, « brillant intermède central[2] » à l'esprit de scherzo, « traité dans une écriture largement figurée[3] » ;
3. Final : Allegro (assez vif), final qui fait reparaître les principaux éléments thématiques du premier mouvement[2],[3]. Otfrid Nies relève qu'en utilisant des suites de quartes comme éléments de base de la mélodie du mouvement, Koechlin « franchit continuellement les limites de la tonalité[5] ».

Pour le musicologue François-René Tranchefort, « l'ensemble dégage un certain parfum d'archaïsme, tout en nourrissant un très rare répertoire pour ce type de combinaison instrumentale ».
Dans la revue Music & Letters, en avril 1926, Louis Fleury souligne cet apport bienvenu de la partition au répertoire pour deux flûtes et « attire l'attention sur le « raffinement de sa musique » et sur son « inspiration heureuse » ».
La pièce porte le numéro d'opus 75 dans le catalogue des œuvres de Charles Koechlin.

## Discographie
- Koechlin : Music for flute, Fenwick Smith (en) (flûte) et Leone Buyse (flûte), Hyperion CDA66414, 1990.
- Charles Koechlin : Musique de chambre, CD 2, Tatjana Ruhland (flûte) et Christina Singer (flûte), SWR Music SWR19047CD, 2017[7],[8].

### Ouvrages généraux
- Michel Dimitri Calvocoressi et Michel Fleury, « Koechlin, Charles », dans Walter Willson Cobbett et Colin Mason (dir.), Dictionnaire encyclopédique de la musique de chambre, vol. II : K–Z, Paris, Éditions Robert Laffont, coll. « Bouquins », 1999 (1re éd. 1929), 1627 p. (ISBN 2-221-07848-9), p. 836-840.
- François-René Tranchefort, « Charles Koechlin », dans François-René Tranchefort (dir.), Guide de la musique de chambre, Paris, Fayard, coll. « Les Indispensables de la musique », 1989, 995 p. (ISBN 2-213-02403-0), p. 506–510.

### Monographies
- Aude Caillet, Charles Koechlin : L'Art de la liberté, Anglet, Séguier, coll. « Carré Musique », 2001, 214 p. (ISBN 2-84049-255-5).
- Robert Orledge, Charles Koechlin (1867-1950) His Life and Works, Harwood Academic Publishers, 1989, 457 p. (ISBN 3-7186-4898-9).